# 하옝와트하

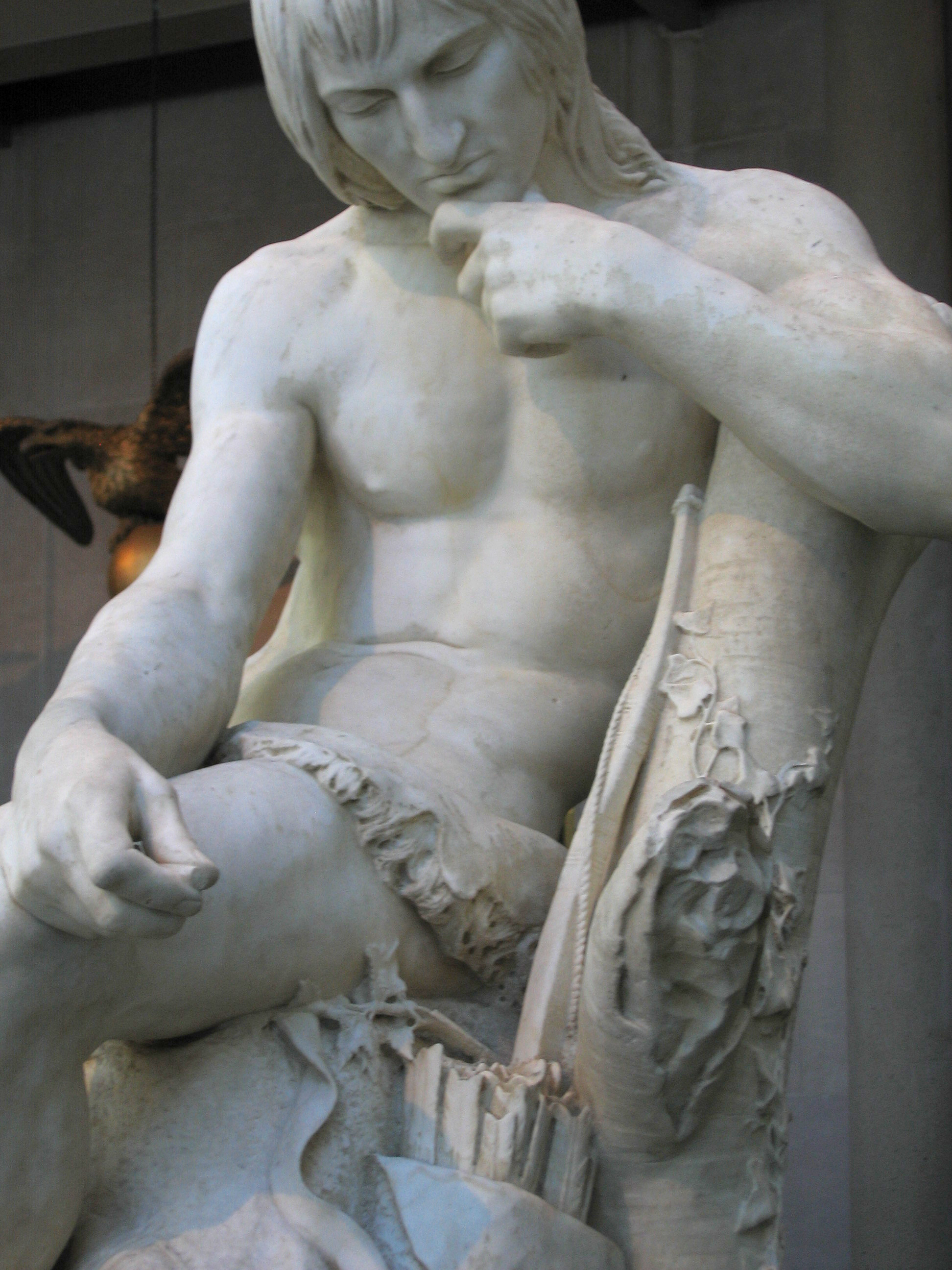

하옝와트하(모호크어: Haiëñ'wa'tha [hajẽʔwaʔtha], 1450년대 - ?)는 오논다가족의 전설적인 추장이다. 이름의 의미는 오지브와어로 '그가 강들을 만든다'라는 뜻이다. 인디언 전승에 따르면, 이 추장은 이로쿼이 연맹으로 알려진 '5부족 동맹'을 만들었다고 한다. 초자연적인 특성을 지녔고 인류 진보와 문명의 화신이다. 자기와 대항해서 싸우는 자연의 모든 힘을 마술로 정복하면서 농경·항해술·의술·예술을 가르친다. 1855년 헨리 워즈워스 롱펠로는 〈하이어워사의 노래 Song of Hiawatha〉에서 그에 대한 이야기를 한다. 이 시는 핀란드 작품인 〈칼레발라 Kalevala〉의 음보에 맞추어 쓴 장시(長詩)로서 널리 인기를 누렸다.
1. ↑  Bright, William (2004). 《Native American Place Names of the United States》. Norman: University of Oklahoma Press. 166쪽. ISBN 0-8061-3576-X.